# دوغ لامبرت
دوغ لامبرت (بالإنجليزية: Doug Lambert)‏ هو لاعب بولينغ بريطاني، ولد في 23 يوليو 1947.